# Шамс ад-Дін-шах II
Шамс ад-Дін-шах II (д/н — 1540) — 16-й султан Кашміру в 1537—1540 роках.

## Життєпис
Походив з династії Сваті (Шах-Міри). Син султана Мухаммед-шаха. 1537 року спадкував батькові. Його візиром був Абдул Магре, що спирався на союз з кланом Чадури та частиною клана Чакі на чоліі з Регі. Невдовзі Каджі Чака повстав, але Регі Чаку змусив того тікати до Пенджабу.
Навесні 1538 року за відсутності Регі Чаки, що вирушив до князівства Джамму, Каджі Чака напавнаклани Магре і Чадури, яких оточив у фортеці Сопура. В битві біля Алаадінпура (поблизу Срінагара) Каджі завдав поразки Рагі, що повернувся до столиці. Водночас війська Магре зазнали поразки в Сопурі, лише частині вдалося втекти до князівства Раджаурі.
Весь цей час Шамс ад-Дін-шах II не виявив політичної активності, залишаючись номінальним володарем. Каджі Чака стає новим візиром. 1540 року після смерті султана трон зайняв його брат Ісмаїл-шах.